# Arndt Sorge
Arndt Sorge (* 1945 in Düsseldorf) ist ein deutscher Sozial- und Wirtschaftswissenschaftler.
Sorge studierte an der Universität zu Köln Volkswirtschaftslehre (sozialwissenschaftlicher Zweig), promovierte 1975 in Münster und habilitierte sich 1985 in Frankfurt am Main. Er arbeitete anschließend als Forschungsangestellter zwei Jahre in Oxford und zehn Jahre am Wissenschaftszentrum Berlin für Sozialforschung. Ab 1988 war er Hochschullehrer für Betriebswirtschaft - Organisation bzw. International Business and Management in Maastricht, in Tilburg, in Groningen (bis Ende 2010) und von 1992 bis 1997 an der Humboldt-Universität zu Berlin. Er ist bis Ende des Jahres 2010 kommissarischer Direktor der Abteilung „Internationalisierung und Organisation“ am Wissenschaftszentrum Berlin für Sozialforschung sowie Honorarprofessor an der Fakultät Wirtschafts- und Sozialwissenschaften der Universität Potsdam.
Seine Forschungs- und Publikationsinteressen sind wirtschaftsnah: Multinationalisierung von Klein- und Mittelbetrieben; Entstehen und Funktion von Corporate Governance Codes; Multinationalisierung der Unternehmenstätigkeit zwischen West- und Osteuropa; Organisationsentwicklung und neue Berufe im Gesundheitswesen.